# 市級鎮
市級鎮是中歐、東歐、南歐以及北亞的一種行政區劃，低於縣，與市平級，與中國的鎮、日本的町相似。

## 烏克蘭
直至2023年，乌克兰曾经使用过市级镇的行政区划。1991年时乌克兰有921个市级镇。
2023年，乌克兰最高拉达第8362号发令废除了市级镇的概念，同时引入“鎮”（烏克蘭語：селище）的概念，定义为少于一万人但不少于5000人口的乡村型定居点。